# Deutsche Gesellschaft für Zeitpolitik
Die Deutsche Gesellschaft für Zeitpolitik (DGfZP) ist ein deutscher Verein mit Sitz in Berlin, der wegen Förderung der Bildung als gemeinnützig anerkannt ist. Der Verein wurde im Oktober 2002 in Berlin gegründet.

## Ziele
Zweck der DGfZP ist, durch Förderung von Zeitpolitik die gesellschaftliche Aufmerksamkeit für das Zeitthema und den achtsamen und verantwortungsvollen Umgang mit dem Lebenselement Zeit zu erhöhen. Unterschiedliche theoretische Zugänge und praktische Initiativen in thematisch einschlägigen Öffentlichkeiten sollen miteinander verbunden werden. Neue, auch europäische Initiativen und Projekte sollen angestoßen, ermutigt und unterstützt werden. Als konkrete Zielsetzungen können benannt werden:
- Die Stärkung des öffentlichen Diskurses über das Zeitthema. Es soll erreicht werden, dass die gesellschaftliche Aufmerksamkeit für Probleme der Zeitgestaltung und für die Chancen zur Erhöhung von Zeitwohlstand gestärkt werden, um die Kluft zwischen Erwerbsarbeit und dem sonstigen Leben zu verringern und ihrer zeitlichen Entfremdung entgegenzuwirken bzw. diese aufzuheben.
- Die Ansammlung und Zusammenführung von Wissen und wissenschaftlichen Grundlagen über die alltäglichen Zeitwahrnehmungen und Zeitnöte der Menschen sowie über deren Veränderbarkeit durch Gestaltungsprojekte. Daran können und sollen Öffentlichkeitsarbeit und Projektakquise anknüpfen.
- Die Unterstützung zur Bildung und Etablierung von zukunftsfähigen Projekten auf dem Gebiet der Zeitpolitik, die die praktische Perspektive zeitpolitischer Gestaltungsansätze mit dem Nachweis der Machbarkeit und der Nachhaltigkeit versehen bzw. bestätigen.
- Die Verdeutlichung, dass die Bemühungen um Zeitwohlstand mit seinen kulturellen und demokratischen Implikationen nicht nur für Akteure im Bereich Zivilgesellschaft, sondern auch für Akteure in Wirtschaft und Politik von Interesse sind.

## Aktivitäten
Der Verein wirkt in verschiedene Bereiche:

### Öffentlichkeit
In die Öffentlichkeit wirkt der Verein vor allem durch das seit 2003 halbjährlich online erscheinende kostenlose Zeitpolitische Magazin (ZpM), und die thematischen Jahrestagungen, durchgeführt auch in Kooperation mit externen Partnern wie dem Deutschen Jugendinstitut oder der Schader-Stiftung, in denen Wissenschaft, Politik und Praxis zu einem zeitpolitischen Thema zusammenkommen und die medial rezipiert werden. Außerdem veranstaltet und veranstaltete die DGfZP Gesprächsreihen mit Zeitexperten und Praktikern wie bei den Bremer Gesprächen zur Zeitkultur, den Berliner zeitpolitischen Gesprächen oder der online-Reihe Zeitpolitische Gespräche.
- Als Mitveranstalter organisiert die DGfZP weitere zeitpolitische Veranstaltungsreihen, wie mit der Urania Berlin[13] oder auf dem Deutschen Evangelischen Kirchentag 2009[14].
- Die DGfZP verlegt und veröffentlicht Bücher und pflegt ein Archiv an zeitpolitischen Publikationen[15].
- Die DGfZP ist zum einen selbst Gegenstand von Berichterstattung[16], zum anderen wird die DGfZP von verschiedenen Medien zu Fragen von Zeitpolitik und Zeit kontaktiert[17], besonders während der Corona-Pandemie[18].
- Die DGfZP wird auch häufig zu zeitbezogenen Vorträgen eingeladen, wie etwa von der Stadt Nürnberg[19] oder dem evangelischen Familienverband[20].

### Politik
In die Politik wirkt der Verein mit Vorschlägen für zeitpolitische Maßnahmen und Gesetze unter anderem zur zeitlichen Gleichstellung der Geschlechter und zu mehr Zeitgerechtigkeit und Zeitwohlstand in den Lebensbereichen Ökologie der Zeit, Zeiten der Stadt, Arbeit und Freizeit, Pflege, Familie, Kindheit.
- Das vom Bundesministerium für Arbeit und Soziales geförderte[21] DGfZP-Projekt „Selbstbestimmte Optionszeiten im Erwerbsverlauf“ fand breite mediale Rezeption[22] von brand eins[23] bis zur Apotheken Umschau[24] und einem Fernsehbeitrag[25] und war 2015 und 2020 (in Kooperation mit dem Institut Arbeit und Qualifikation (IAQ)[26] der Universität Duisburg-Essen) Thema der DGfZP-Jahrestagungen[27][28]. Das Konzept wurde bei unterschiedlichen politischen Gremien und Institutionen vorgestellt und diskutiert und findet derzeit seine Fortsetzung in Kooperation mit der Bundesstiftung Gleichstellung zur Durchführung von Optionszeitenlaboren[29].
- Die DGfZP wird von politischen oder politiknahen Kommissionen immer wieder in zeitpolitischen Angelegenheiten angefragt. So wurden Expertisen und Workshops zum 7.[30] und 8.[31] Familienbericht der Bundesregierung mit dann familienzeitpolitischem Hauptfokus[32] angefertigt; ebenso wurden Expertisen für die Enquetekommission „Zukunft der Familienpolitik in Nordrhein-Westfalen“[33] angefertigt[34].
- Für den Kongress der Gemeinden und Regionen des Europarates hat die DGfZP eine zeitpolitische Expertise erstellt, die neben Ausführungen zur lokalen Zeitpolitik ein Recht auf Zeit vorschlug[35] und sowohl als Empfehlung[36] als auch Beschluss[37] angenommen wurde.
- Die DGfZP ist auch Mitveranstalter von politiknahen Workshops wie bspw. für das Bundesumweltministerium[38].
- Außerdem erstellt und veröffentlicht die DGfZP selbständig Expertisen wie zur Uhrenzeitumstellung[39] – auch im internationalen Rahmen[40][41] – mit gewisser Medienberichterstattung[42].
- Ebenso wird die DGfZP in zeitpolitischen Aufrufen von Spitzenverbänden als Partner angefragt[43].

### Wissenschaft
In die Wissenschaft wirkt der Verein vor allem als Anlaufstelle für alle, die sich wissenschaftlich mit der sozialen Komponente von Zeit beschäftigen sowie mit dem Thementeil des Zeitpolitischen Magazins, in dem DGfZP-externe Wissenschaftler, redaktionell geprüft, Artikel veröffentlichen.
- Für Doktoranden, die im Laufe ihrer Dissertation zum Thema Zeit Kontakt zur DGfZP aufnehmen, wurde die Gruppe „Netzwerk Zeitforschung in der DGfZP“ gegründet[44], Ergebnisse der Arbeiten aus dem Netzwerk wurden im Zeitpolitischen Magazin Nr. 29[45] vorgestellt.
- Auch im Bereich der Forschung wird die Kooperation mit der DGfZP gesucht, wie bei der repräsentativen Bevölkerungsumfrage der DAK-Gesundheit zur Uhrenzeitumstellung[46].
- In wissenschaftlichen Publikationen wird ebenfalls auf die DGfZP verwiesen, wenn es bspw. um die Definition von Zeitpolitik geht[47] oder wenn Forschungsimpulse aufgegriffen werden[48].

### International
- Die DGfZP hat ein Memorandum zum Recht auf Zeit publiziert, das von sieben europäischen zeitpolitischen Organisationen getragen und in fünf Sprachen veröffentlicht wurde[49].
- 2021 veranstaltete die DGfZP zusammen mit der Barcelona Time Use Initiative for a Healthy Society der katalanischen Regionalregierung[50] und der International Association for Time Use Research[51] die Barcelona Time Use Week, auf der die Barcelona-Deklaration zur Zeitpolitik[52] verabschiedet wurde, in fünf Sprachen mit über 100 erstunterzeichnenden Institutionen und Personen aus Wissenschaft, Praxis, Politik, Zivilgesellschaft, Gewerkschaften, Kommunen. Für Deutschland hatte die DGfZP die Koordination der Akquisition der Erstunterzeichner übernommen[53].

### Anerkennung
Zum 20-jährigen Bestehen der DGfZP haben u. a. Landesminister, Abgeordnete, Präsidenten und Vorsitzende anderer Gesellschaften im In- und Ausland die Arbeit der DGfZP gewürdigt.

## Organe
Die DGfZP handelt durch ihre Mitgliederversammlung und den geschäftsführenden Vorstand.

### Mitgliederversammlung
Die Gesellschaft hat 80 Mitglieder (Stand 2023). Die Mitgliederversammlung ist oberstes Vereinsorgan. Mitgliederversammlungen finden im Anschluss an jede Jahrestagung der DGfZP statt. Sie erörtert die zeitpolitischen Grundsätze und Richtlinien der DGfZP, sie entscheidet über die Entastung des geschäftsführenden Vorstands und wählt in jedem zweiten Jahr den gesamten Vorstand.

### Vorstand
Der Vorstand besteht aus dem geschäftsführenden Vorstand, dessen Vorsitzender für den Verein verantwortlich ist und den Verein nach außen vertritt, sowie einem inhaltlich beratenden Vorstand. Vorsitzend war von 2002 bis 2018 Ulrich Mückenberger, vertreten von Jürgen Rinderspacher, und ist seit 2018 Dietrich Henckel, vertreten von Karin Jurczyk. Die Geschäftsstelle haben von 2002 bis 2005 Marion Fabian und von 2005 bis 2007 Karlheinz Geißler betrieben. Seit 2007 ist sie bei Dietrich Henckel angesiedelt.

## Finanzen
Alle Vorstandsmitglieder arbeiten ehrenamtlich. Der Verein finanziert sich überwiegend aus Mitgliedsbeiträgen sowie aus Spenden.

## Zeitschrift
- Zeitpolitisches Magazin, ISSN 2196-0356